# Ο̤
Cette page contient des caractères spéciaux ou non latins. S’ils s’affichent mal (▯, ?, etc.), consultez la page d’aide Unicode.
Ne doit pas être confondu avec la lettre latine O̤.
L’omicron tréma souscrit, ο̤, est une lettre grecque additionnelle utilisée dans l’écriture du grec pontique.

## Utilisation
L’omicron tréma souscrit est utilisé en grec pontique, notamment dans la grammaire de pontique historique d’Anthimos Papadopoulos. Il est utilisé par exemple μελένο̤ν, « doux comme le miel », σπέλο̤ν, « grotte », ou άγρο̤ς, « sauvage ».